# Ceratophyllus lari
Ceratophyllus lari är en loppart som beskrevs av Holland 1951. Ceratophyllus lari ingår i släktet Ceratophyllus och familjen fågelloppor. Inga underarter finns listade i Catalogue of Life.